# تاریخ حفاظت معماری
تاریخ حفاظت معماری کتابی از یوکا یوکیلهتو با ترجمهٔ محمدحسن طالبیان و خشایار بهاری است که در سال ۱۳۸۷ منتشر و در مراسم کتاب سال جمهوری اسلامی ایران به‌عنوان کتاب برگزیده معرفی شد.